# Glaucidium radiatum
Glaucidium radiatum е вид птица от семейство Совови (Strigidae).

## Разпространение
Видът е разпространен в Бангладеш, Бутан, Индия, Мианмар, Непал и Шри Ланка.